# Готасека
Готасѐка (на италиански: Gottasecca; на пиемонтски: Botasëca, Ботасъка) е село и община в Северна Италия, провинция Кунео, регион Пиемонт. Разположено е на 710 m надморска височина. Населението на общината е 183 души (към 2010 г.).